# Piramida Niuserre

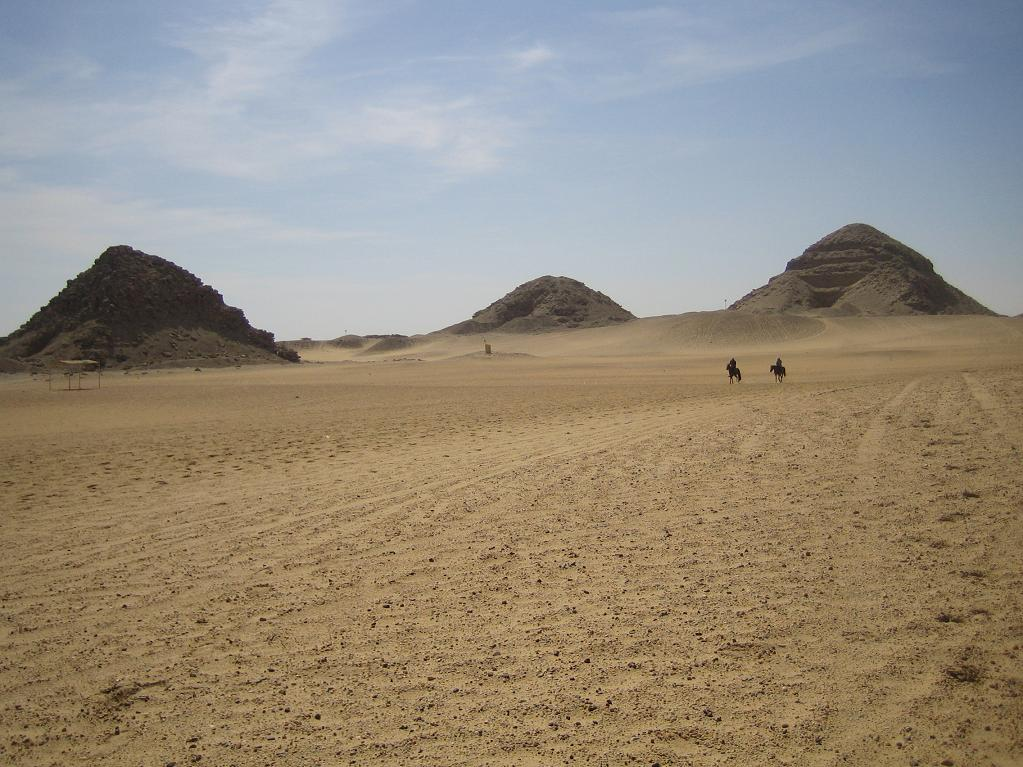
Piramidy w Abusir – Niuserrego w środku

Piramida Niuserre – piramida zbudowana przez Niuserre, władcę starożytnego Egiptu z V dynastii, na nekropolii w Abusir.

## Nazwa Piramidy
|          |                 |
| \| \| \| |                 |
|          |                 |
| N5 · N35 | F12 · S29 · D21 |

| N5 · N35 | F12 · S29 · D21 |

|          |                 |
| \| \| \| |                 |
|          |                 |
| N5 · N35 | F12 · S29 · D21 |

| N5 · N35 | F12 · S29 · D21 |

| R11 | Q1 | Q1 | Q1 | O24 |

Dżed-sut-Niuserre – Trwałe są miejsca Niuserre.

## Konstrukcja i wymiary
Zbudowano ją z miejscowego wapienia przemieszanego z piaskiem i drobnymi kamieniami. Użycie tak słabych materiałów nie zapewniło trwałości konstrukcji i spowodowało, że obecnie jest ona w bardzo dużym stopniu zniszczona. Pierwotnie jej wysokość wynosiła 51 – 52 m przy długości boku 79 m i kącie nachylenia 52°. Nad przedsionkiem i komorą grobową znajduje się dwuspadowy strop, zbudowany z olbrzymich bloków wapienia o wadze do 90 ton.

## Kompleks grobowy
Kompleks obejmuje również:
- małą piramidę kultową przy południowo-wschodnim narożniku piramidy właściwej,
- świątynię grobową (górną), położoną przy wschodnim brzegu piramidy właściwej,
- rampę z drogą procesyjną,
- świątynię dolną; rampa wraz z tą świątynią pierwotnie należała do kompleksu grobowego Neferirkare I, lecz jako obiekty niewykończone zostały przejęte przez Niuserre, który je ukończył i włączył do swojego kompleksu.

## Świątynia grobowa
Świątynia grobowa składa się ze świątyni kultu, magazynów i przylegającego drugiego zespołu przeznaczonego na składanie ofiar pośmiertnych dla zmarłego władcy. Wejścia do tego zespołu chronił wielki lew granitowy. Najważniejsze pomieszczenie świątyni miały strop z wizerunkiem nieba. W przedsionku do niego znajdowały się na ścianach reliefy przedstawiające święto sed. Inne reliefy przedstawiały przyjęcie władcy w poczet bogów, natomiast reliefy na rampie pokazywały władcę jako pogromcę obcych krajów.

## Świątynia dolna
W świątyni dolnej znajdowały się dawniej najprawdopodobniej kamienne posągi pojmanych wrogów oraz wyobrażenie bogini Sechmet karmiącej młodego króla.